# Lepthyphantes tullgreni
Lepthyphantes tullgreni este o specie de păianjeni din genul Lepthyphantes, familia Linyphiidae, descrisă de Bosmans, 1978.
Este endemică în Tanzania. Conform Catalogue of Life specia Lepthyphantes tullgreni nu are subspecii cunoscute.